# Église Notre-Dame-du-Perpétuel-Secours de Chicago
L'église Notre-Dame-du-Perpétuel-Secours est une église catholique de la ville de Chicago située dans le secteur de Bridgeport. Elle est d'architecture romano-byzantine.

## Historique
La paroisse a été fondée en 1882 pour accueillir des immigrés polonais. Ils travaillaient, ainsi que leurs descendants, surtout dans les Union Stock Yards, jusqu'à ce qu'ils ferment dans les années 1970. L'église a été construite sur le modèle de l'église Saint-Casimir de Détroit, construite en 1889 et rasée en 1961.

## Architecture
Les plans de l'église sont dessinés par Henry Engelbert dans le style romano-byzantin. Elle est terminée en 1889. L'intérieur est richement décoré de stations de la Croix et de vitraux avec des inscriptions en polonais. La nef est surplombée de trois dômes avec au-dessus le dôme principal éclairé par une tourelle à lanternons de 137 mètres de hauteur.
L'église est restaurée en 1999, ainsi que l'orgue construit en 1928 par la maison Austin. Les fresques du chœur abritant le maître-autel datent de 1890 environ et ont été restaurées par l'Art Institute of Chicago. Une nouvelle mosaïque de Notre-Dame du Perpétuel Secours a été installée en 2014 par les ateliers Soprani de Rome.